# JJ 블러데이

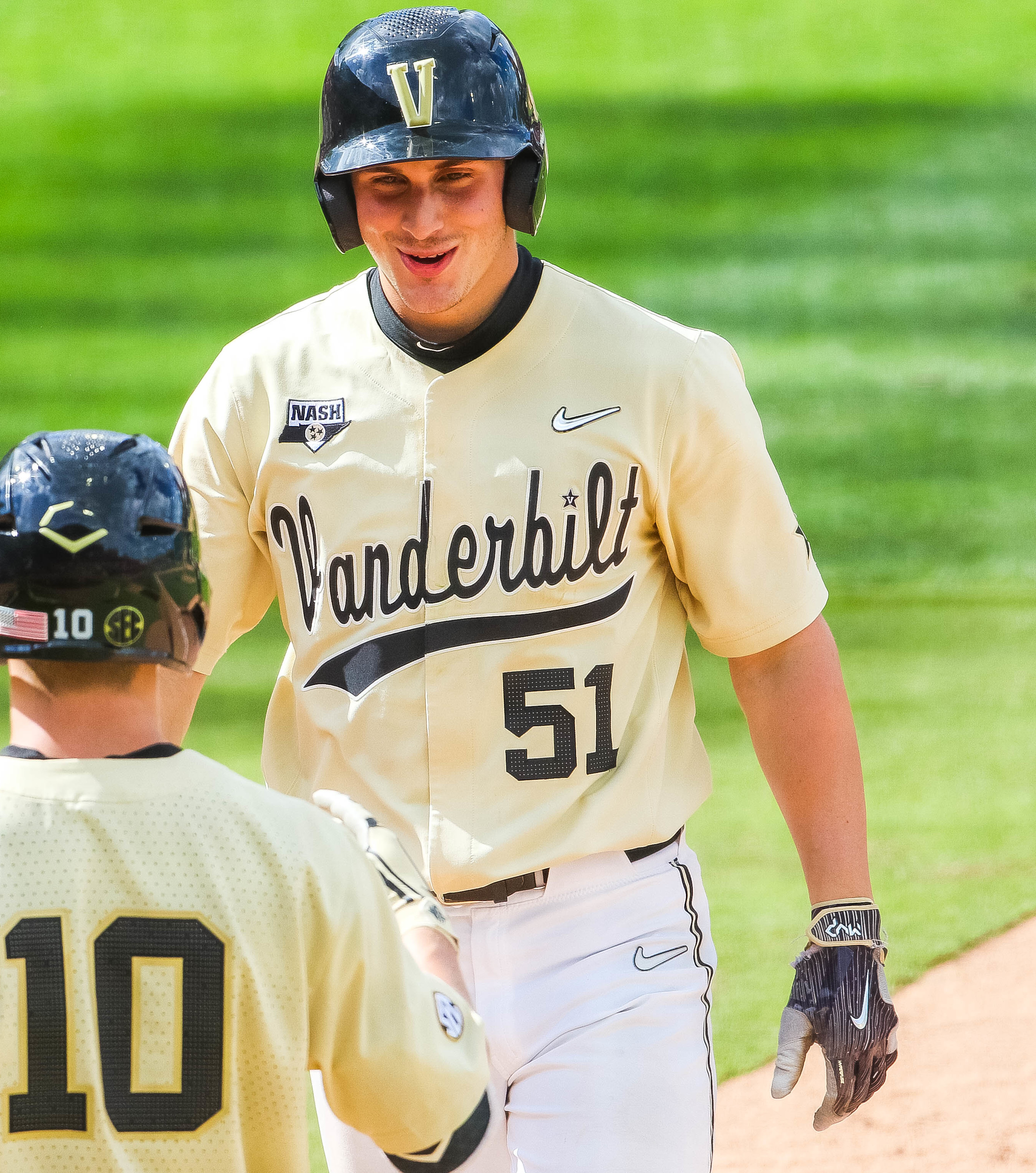
2019년 모습

JJ 블러데이(JJ Bleday, 본명: 제프리 조셉 블레데이, Jeffrey Joseph Bleday, 1997년 11월 10일 ~ )는 메이저 리그 베이스볼(MLB) 오클랜드 애슬레틱스의 미국 프로 야구 외야수이다. 마이애미 말린스는 2019년 MLB 드래프트 전체 4순위로 블레데이를 선택했다. 그는 2022년 말린스와 함께 MLB 데뷔전을 치렀고 2023시즌을 앞두고 오클랜드로 트레이드됐다.

## 아마추어 경력
블러데이는 펜실베니아주 타이터스빌에서 자랐고 1학년과 2학년으로 타이터스빌 지역 고등학교에 다녔으며 3학년과 4학년 동안 플로리다주 린 헤이븐에 있는 A. 크로포드 모슬리 고등학교로 편입했다. 3학년 때 그는 타율 .373을 기록하며 4승 1패, 평균 자책점 2.43을 기록했다. 4학년 이후 블레데이는 2016년 메이저 리그 베이스볼 드래프트 39라운드에서 샌디에고 파드레스에 의해 드래프트되었다. 그러나 그는 서명하지 않았고 대신 밴더빌트 코모도어스(Vanderbilt Commodores)에서 대학 야구를 하기 위해 밴더빌트 대학교에 다니기로 결정했다.
2017년 밴더빌트 신입생인 블레데이는 51경기에 출전해 타율 .256, 2홈런, 22타점(타점)을 기록했다. 그해 여름, 그는 뉴잉글랜드 대학 야구 리그(New England Collegiate Baseball League)의 뉴포트 걸스(Newport Gulls)에서 뛰며 69타수 동안 타율 .232, 2홈런을 기록했다. 2018년 2학년인 블레데이는 경사 부상으로 인해 22경기에 결장했지만 여전히 코모도어스 소속으로 39경기에 출전해 타율 .368, 4홈런, 15타점을 기록했다. 대학 시즌 이후 그는 케이프 코드 베이스볼 리그(Cape Cod Baseball League)에서 뛰었고 올리언스 파이어버즈(Orleans Firebirds)에서 36경기 동안 타율 .311, 5홈런, 15타점을 기록한 후 리그 올스타이자 최고의 프로 유망주로 선정되었다. 블러데이의 3학년인 2019년에 그는 사우스이스턴 콘퍼런스(Southeastern Conference) 올해의 야구 선수로 선정되었다. 그는 71경기 동안 .347/.465/.701, 27홈런, 72타점을 기록하며 시즌을 마쳤으며, 밴더빌트가 2019 NCAA 디비전 I 야구 토너먼트에서 우승하는 데 도움을 주었다.